# Памятник Богдану Хмельницкому (Донецк)
Памятник Богдану Хмельницкому создан в честь гетмана Украины Богдана Михайловича Хмельницкого и приурочен к 300-летию Переяславской рады.
Автор памятника донецкий скульптор Павел Павлович Гевеке.
Памятник представляет собой конную фигуру. У Богдана Хмельницкого поднята правая рука, в которой он держит булаву. В левой руке он держит поводья. Конь под всадником вздыблен.
Установлено две копии памятника: в Донецке и Украинске.

## Донецк
Памятник в Донецке расположен в Пролетарском районе Донецка в сквере ДК «Юбилейный» по улице Большая Магистральная. Памятник был установлен в 1954 году.
Был единственным конным памятником Донецка, до установки в 2011 году памятника Александру Невскому на Шахтёрской площади и памятника Георгию Победоносцу в парке кованых фигур.
Дата установки неизвестна.
Выполнен из бронзы и выкрашен серой краской. Установлен на высоком постаменте, облицованном камнем. У памятника с момента установки была булава, впоследствии она была оторвана. В 2010 году памятник отреставрировали, приварив новую булаву. Кроме того фигуру гетмана раскрасили.

## Украинск
Памятник в Украинске был установлен 14 октября 1964 года возле шахты «Украина». Памятник выполнен из железобетона.